# Dusona
Dusona är ett släkte av steklar som beskrevs av Cameron 1901. Dusona ingår i familjen brokparasitsteklar.

## Bildgalleri

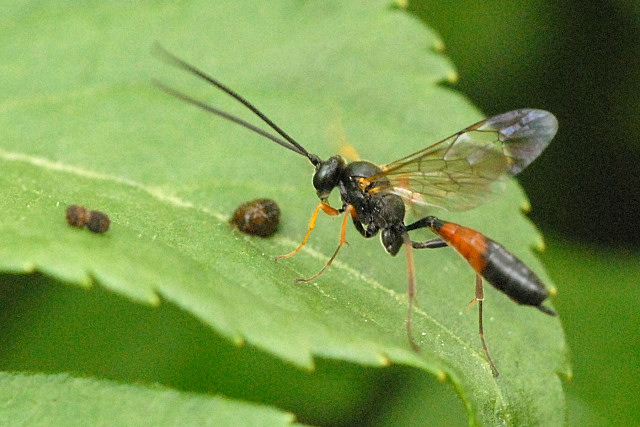
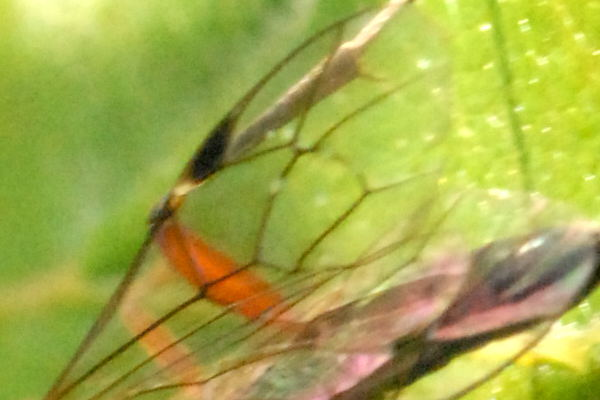
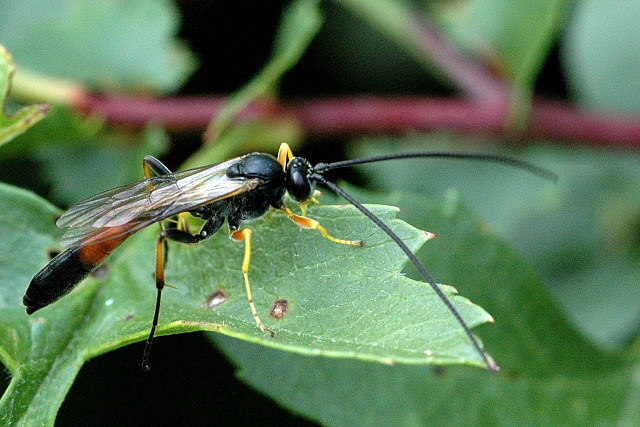
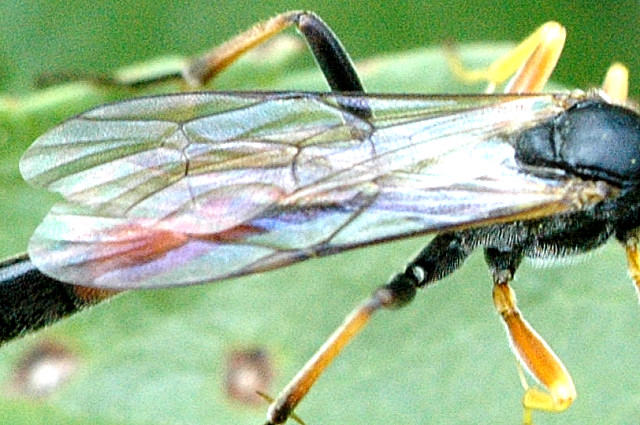
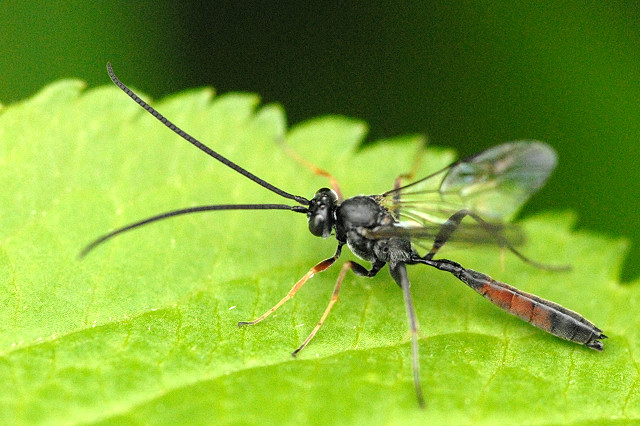
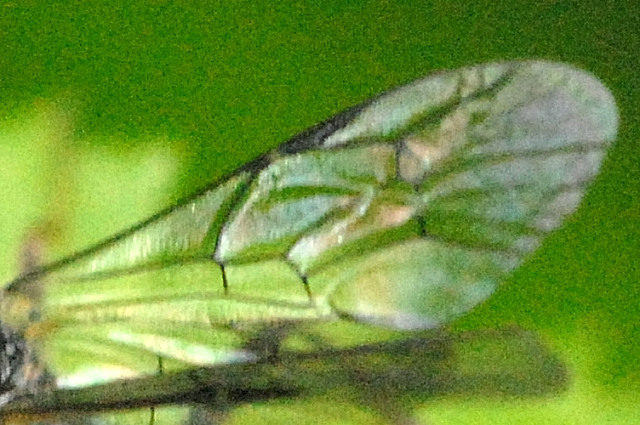

## Dottertaxa tillDusona, i alfabetisk ordning[1][2]
- Dusona abdominator
- Dusona admontina
- Dusona adriaansei
- Dusona aemula
- Dusona aequorea
- Dusona affinis
- Dusona affinitor
- Dusona ahlaensis
- Dusona alius
- Dusona alpigena
- Dusona alpina
- Dusona alpinator
- Dusona alticola
- Dusona alveolata
- Dusona americana
- Dusona amurator
- Dusona anceps
- Dusona angustata
- Dusona angustifrons
- Dusona annexa
- Dusona anomala
- Dusona aquilonaria
- Dusona argentea
- Dusona argentopilosa
- Dusona artonae
- Dusona aspera
- Dusona assita
- Dusona associata
- Dusona atriceps
- Dusona atricolor
- Dusona atrotibialis
- Dusona augasma
- Dusona auriculator
- Dusona aurifer
- Dusona aurita
- Dusona australis
- Dusona aversa
- Dusona baueri
- Dusona bellator
- Dusona bellipes
- Dusona bellula
- Dusona belokobyli
- Dusona bharata
- Dusona bicolor
- Dusona bicoloripes
- Dusona brachiator
- Dusona brevicornis
- Dusona brevisocrea
- Dusona brischkei
- Dusona brullei
- Dusona bucculenta
- Dusona bucculentoides
- Dusona buddha
- Dusona burmensis
- Dusona calceata
- Dusona cameronii
- Dusona canadensis
- Dusona capitator
- Dusona carinata
- Dusona carinator
- Dusona carinifer
- Dusona carinifrons
- Dusona cariniscutis
- Dusona carlsoni
- Dusona carpathica
- Dusona carpinellae
- Dusona castanipes
- Dusona caudator
- Dusona celator
- Dusona ceylonica
- Dusona chabarowski
- Dusona chechziri
- Dusona chikaldaensis
- Dusona chinensis
- Dusona circumcinctus
- Dusona circumspectans
- Dusona citeria
- Dusona collaris
- Dusona confluens
- Dusona conformis
- Dusona confusa
- Dusona confusator
- Dusona consobrina
- Dusona constantineanui
- Dusona contumator
- Dusona contumax
- Dusona coriacea
- Dusona cornellus
- Dusona crassicornis
- Dusona crassipes
- Dusona crassiventris
- Dusona cressonii
- Dusona cultrator
- Dusona cytaeis
- Dusona debilis
- Dusona deceptor
- Dusona definis
- Dusona deodarae
- Dusona destructor
- Dusona detritor
- Dusona dictor
- Dusona dimidiata
- Dusona dineshi
- Dusona disclusa
- Dusona diversa
- Dusona diversella
- Dusona diversicolor
- Dusona doonensis
- Dusona dositheae
- Dusona downesi
- Dusona dubitor
- Dusona egregia
- Dusona einbecki
- Dusona ektypha
- Dusona elegans
- Dusona ellopiae
- Dusona elongata
- Dusona epomiata
- Dusona erythra
- Dusona erythrogaster
- Dusona erythrospila
- Dusona experta
- Dusona exsculpta
- Dusona extranea
- Dusona falcator
- Dusona fatigator
- Dusona femoralis
- Dusona ferruginea
- Dusona fervida
- Dusona filator
- Dusona filicornis
- Dusona flagellator
- Dusona flavescens
- Dusona flavipennis
- Dusona flavitarsis
- Dusona flavopicta
- Dusona flinti
- Dusona foersteri
- Dusona fossata
- Dusona fractocristata
- Dusona fuliginosa
- Dusona fulvicornis
- Dusona fundator
- Dusona fuscitarsis
- Dusona ganeshi
- Dusona garhwalensis
- Dusona gastator
- Dusona gastroides
- Dusona geminata
- Dusona genalis
- Dusona genator
- Dusona gephyra
- Dusona gibbosa
- Dusona glabra
- Dusona glauca
- Dusona gnara
- Dusona gracilis
- Dusona grahami
- Dusona graptor
- Dusona guatemalensis
- Dusona habermehli
- Dusona heptahamuli
- Dusona heterocera
- Dusona himachalensis
- Dusona himalayensis
- Dusona holmgrenii
- Dusona horrida
- Dusona humilis
- Dusona impressifrons
- Dusona inclivata
- Dusona incompleta
- Dusona inconspicua
- Dusona indistinctor
- Dusona inermis
- Dusona infelix
- Dusona infesta
- Dusona infundibulum
- Dusona insignita
- Dusona insolita
- Dusona intelligator
- Dusona interstitialis
- Dusona iwatae
- Dusona japonica
- Dusona johnsoni
- Dusona juvenilis
- Dusona juventas
- Dusona juxta
- Dusona kalatopensis
- Dusona kamathi
- Dusona kamrupa
- Dusona karkil
- Dusona kasparyani
- Dusona kerrichi
- Dusona korta
- Dusona kriechbaumeri
- Dusona lacivia
- Dusona lajae
- Dusona lamellator
- Dusona lamellifer
- Dusona laminata
- Dusona laticincta
- Dusona lautareti
- Dusona lecta
- Dusona lenticulata
- Dusona leptogaster
- Dusona levibasis
- Dusona libauensis
- Dusona liberator
- Dusona libertatis
- Dusona limnobia
- Dusona linearis
- Dusona lineola
- Dusona lividariae
- Dusona lobata
- Dusona longiabdominalis
- Dusona longicauda
- Dusona longifemorata
- Dusona longigena
- Dusona longigenata
- Dusona longiseta
- Dusona longistilus
- Dusona longiterebra
- Dusona luctuosa
- Dusona luteipes
- Dusona macrofovea
- Dusona mactatoides
- Dusona mactator
- Dusona magnifica
- Dusona major
- Dusona malaisei
- Dusona marmorata
- Dusona maruyamae
- Dusona maruyamator
- Dusona matsumurae
- Dusona mediator
- Dusona melanator
- Dusona memorator
- Dusona mercator
- Dusona meridionator
- Dusona meritor
- Dusona mexicana
- Dusona micrator
- Dusona mikroschemos
- Dusona minor
- Dusona minuta
- Dusona minutor
- Dusona miranda
- Dusona mixta
- Dusona momoii
- Dusona montana
- Dusona montrealensis
- Dusona murarii
- Dusona myrtilla
- Dusona nagatomii
- Dusona nanus
- Dusona nebulosa
- Dusona negata
- Dusona nervellator
- Dusona nidulator
- Dusona nigriapiculata
- Dusona nigridens
- Dusona nigridorsum
- Dusona nigrina
- Dusona nigritegula
- Dusona nigritibialis
- Dusona nitidipleuris
- Dusona norikurae
- Dusona notabilis
- Dusona novitia
- Dusona nubilator
- Dusona nursei
- Dusona obesa
- Dusona obliterata
- Dusona obscurator
- Dusona obscuripes
- Dusona obtutor
- Dusona occidentalis
- Dusona occipita
- Dusona ocellata
- Dusona okadai
- Dusona opaca
- Dusona opacoides
- Dusona opima
- Dusona orientalis
- Dusona oxyacanthae
- Dusona pahalgamensis
- Dusona pallescens
- Dusona papator
- Dusona parallela
- Dusona parva
- Dusona parvicavata
- Dusona pauliani
- Dusona pectinata
- Dusona pectoralis
- Dusona peculiaris
- Dusona peptor
- Dusona perditator
- Dusona perditor
- Dusona peregrina
- Dusona petiolaris
- Dusona petiolatoides
- Dusona petiolator
- Dusona petitor
- Dusona pictator
- Dusona pilosa
- Dusona pineticola
- Dusona planata
- Dusona plauta
- Dusona polita
- Dusona praecox
- Dusona prolata
- Dusona propodeator
- Dusona prytanes
- Dusona pseudobucculenta
- Dusona pugillator
- Dusona pulchella
- Dusona pulchripes
- Dusona pulmentariae
- Dusona pygmaea
- Dusona quadrata
- Dusona quebecensis
- Dusona radiator
- Dusona recta
- Dusona rectator
- Dusona rectoides
- Dusona relecta
- Dusona remota
- Dusona reticulata
- Dusona robusta
- Dusona rossica
- Dusona rotunda
- Dusona rubator
- Dusona rufator
- Dusona rufescens
- Dusona rufigaster
- Dusona rufipostpetiola
- Dusona rufiventrator
- Dusona rufiventris
- Dusona rufoapicalis
- Dusona rufonigra
- Dusona rufoscapus
- Dusona rufovariata
- Dusona rugifer
- Dusona rugifrons
- Dusona rugosa
- Dusona rugulosa
- Dusona sachalini
- Dusona sarojinae
- Dusona sasayamae
- Dusona sauteri
- Dusona scalaria
- Dusona scalprata
- Dusona schikotani
- Dusona scolator
- Dusona scriptor
- Dusona scutellator
- Dusona seamansi
- Dusona semiflava
- Dusona semirufa
- Dusona sericea
- Dusona setator
- Dusona signata
- Dusona signator
- Dusona similator
- Dusona similis
- Dusona simillima
- Dusona simlaensis
- Dusona simulans
- Dusona simulator
- Dusona sobolicida
- Dusona sparsa
- Dusona specularis
- Dusona spinator
- Dusona spinipes
- Dusona spinulosa
- Dusona spiracularis
- Dusona splenditor
- Dusona stenocara
- Dusona stenogaster
- Dusona stragifex
- Dusona stramineipes
- Dusona stricklandi
- Dusona stygia
- Dusona subaequalis
- Dusona subimpressa
- Dusona subnigra
- Dusona subtilis
- Dusona sumatrana
- Dusona sumichrasti
- Dusona sumptuosa
- Dusona surrata
- Dusona temnator
- Dusona templator
- Dusona temporalis
- Dusona tenerifae
- Dusona tenuis
- Dusona tepaneca
- Dusona terebrator
- Dusona ternata
- Dusona texana
- Dusona thomsoni
- Dusona tibiator
- Dusona tibiatoria
- Dusona tikari
- Dusona tincochacae
- Dusona townesi
- Dusona townsendi
- Dusona transvaalensis
- Dusona tricolorator
- Dusona tritor
- Dusona tumida
- Dusona turmalis
- Dusona tyranna
- Dusona ucrainator
- Dusona ucrainica
- Dusona valelaminata
- Dusona vara
- Dusona variabilis
- Dusona variator
- Dusona varicoxa
- Dusona varipes
- Dusona watertoni
- Dusona venitor
- Dusona ventrator
- Dusona veraepacis
- Dusona vibecifera
- Dusona vicina
- Dusona vidua
- Dusona viduator
- Dusona vigilator
- Dusona villosa
- Dusona wilsoni
- Dusona virgulata
- Dusona vitriala
- Dusona vitticollis
- Dusona viveki
- Dusona woodi
- Dusona wyomingensis
- Dusona xenocampta
- Dusona yamanakai
- Dusona yezoensis
- Dusona yezoensoides
- Dusona zonata